# عبد الله البصيص
عبد الله البصيص هو شاعر وروائي من دولة الكويت. صدرت له مجموعة قصصية واحدة وديوان شعر نبطي واحد وأربع روايات منها رواية «ذكريات ضالة» و «قاف قاتل سين سعيد». وحاز على جائزة معرض الشارقة الدولي للكتاب عن روايته «طعم ذئب» في عام 2017 وقد ترجمت إلى اللغة الصينية (ماندارين).

## السيرة الذاتية
عبد الله البصيص هو شاعر وروائي كويتي حاصل على دبلوم في العلوم والتكنولوجية. وبدأ مسيرته الأدبية كشاعر نبطي حيث كان متأثرا بمجلس والده وأصدقائه الذين يرردون القصائد الشعرية عن حكايات البدو الأبطال والعشق. وفي عام 2009، اشترك في برنامج المسابقات التلفزيوني «شاعر المليون». كما أن له ديوان شعري نبطري اسمه «ديوان الأفكار». وانتقل البصيص من كتاب الشعر إلى كتابة القصص القصيرة حيث ألف أول مجموعة قصصية اسمها «الديوانية» التي أصدرتها مؤسسة الدوسري للثقافة والإبداع في عام 2009 ثم انتقل إلى كتابة الروايات وألف كتابه الأول «ذكريات ضالة» عن المركز الثقافي العربي، عام 2014 وقد صنفتها مجلة فايس الأمريكية كواحدة من ست روايات ممنوعة في الوطن العربي تجب قراءتها. وفي عام 2016، نشر روايته الفلسفية الثانية «طعم الذئب» عن المركز الثقافي العربي والتي منعت من معرض الكتاب في الكويت والتي فازت أيضا بجائزة أفضل كتاب عربي في مجال الرواية ضمن جوائز الدورة السادسة والثلاثون لمعرض الشارقة الدولي للكتاب عام 2017، كما أنها ترجمت الرواية إلى اللغة الصينية والتي أصدرتها الصحافة الصينية الدولية.كما أن البصيص أصدر روايته الأخيرة «قاف قاتل سين سعيد» في عام 2019 عن دار الروايات للنشر والتوزيع.

## مؤلفاته

### دواوين شعرية
- ديوان الأفكار (شعر نبطي)

### مجموعة قصصية
- الديوانية، 2009 (ISBN: 9789995830069)

### روايات
- ذكريات ضالة، 2014 (ISBN: 9789953687261)
- طعم الذئب، 2016 (ISBN: 9789953687261)
- قاف قاتل سين سعيد، 2019 (ISBN: 9789948379805)
- الإنسان مخلوق وحيد، 2022.[8]

## الجوائز
- فازت روايته «طعم الذئب» بجائزة أفضل كتاب عربي في مجال الرواية لمعرض الشارقة الدولي للكتاب عام 2017.